# Julius Katona
Julius Katona, Katona Gyula (Kolozsvár, 1902. január 17. – Nyugat-Berlin, 1977. március 14.) magyar származású német operaénekes. Lírai tenorja különösen Mozart operáiban érvényesült.

## Élete
Énektanulmányait még leendő baritonistaként kezdte szülővárosában, majd Bécsben folytatta Josef von Manowarda és Gertrude Foerstel növendékeként. 1930-ban ebben a hangfajtában debütált Ulmban Rossini Sevillai borbélyában. Egy évad alatt érezte, hogy hangja inkább tenor, ezért Julius von Raatz-Brockmann-nál képezte át magát Berlinben.
Új bemutatkozása 1931-ben volt a Harburgi Városi Színházban. Az 1943-as berlini „végállomásig” több német város színházában volt tag néhány évadra: Lübeck (1933–34), Essen (1934–35), Wiesbaden (1935–37), Nürnberg (1937–39), Hamburgi Állami Opera (1939–43).
1943-tól már csak a német fővárosban működött, ezt csak vendégszereplésekért hagyta el. Az 1943–44-es évadban a Deutsches Opernhausban. A második világháború után 1947-től a Berlini Állami Operában, 1962-ben szerződött át a Städtische Operhez (a korábbi Deutsches Opernhaushoz). Egészen 1974-es visszavonulásáig ennek a társulatnak maradt tagja.
1967-ben vendégszerepelt Kolozsvárott Don Ottavio (Don Juan) és Lenszkij 
(Jevgenyij Anyegin) szerepében.

## Szerepei
- Georges Bizet: Carmen – Don José
- Pjotr Iljics Csajkovszkij: Jevgenyij Anyegin – Lenszkij
- Pietro Mascagni: Parasztbecsület – Turiddu
- Wolfgang Amadeus Mozart: Don Juan – Don Ottavio
- Giacomo Puccini: Bohémélet – Rodolphe
- Giuseppe Verdi: La Traviata – Alfred Germont
- Carl Maria von Weber: A bűvös vadász – Max

## Filmjei
- Die Heirat (nyugatnémet tv-film, 1958)
- Napolitana (nyugatnémet tv-film, 1960)

Az 1939–40-ben forgatott Der Fuchs von Glenarvon (Magyarországon Irland zsarnoka) című német mozifilmben énekhangját kölcsönözte az egyik színésznek.

## Diszkográfia
- Lehár Ferenc: A víg özvegy – Raoul de Saint-Briosche (Margit Schramm (Hanna Glawary), Rudolf Schock (Danilo Danilovics), Jerry J. Jennings (Camille de Rosillon), Dorothea Chryst (Valencienne), Benno Kusche (Baron Mirko Zeta) stb.; a Deutsche Oper Berlin Énekkara, Berlini Szimfonikusok, vezényel: Robert Stolz (1965) Eurodisc 610 321-233, BMG Ariola GD 69 309 QR, Denon COCO 78758-9 és Sony 88697985772